# 霍德明
霍德明（1955年10月3日—2019年6月1日），生於台灣台北市，祖籍陝西，經濟學者，生前系北京大學中國經濟研究中心教授。

## 生平
1977年，畢業於台灣大學經濟學系。留學美國羅切斯特大學，1985年取得博士學位。曾任教於美國東北大學與加州大學經濟學系，之後回到台灣，任教於国立政治大學金融系，曾任系主任。
1998年開始，霍德明至中國大陸各大學擔任客座教授與訪問學者。2005年2月，至北京大學中國經濟研究中心擔任訪問學者，為期一個月，期間，林毅夫邀請他至中國大陆任教。2006年，舉家迁至北京，擔任北京大學中國經濟研究中心教授。
2019年6月1日於北京辭世，享壽64歲。

## 家庭
已婚，生有二子一女。

## 著作
2005年，與熊秉元、胡春田、巫和懋合著《經濟學2000》。